# Prefectura Veche din Târgu Mureș
Prefectura Veche sau Casa Scaunului (în maghiară Régi vármegyeháza) este un monument istoric aflat pe Piața Bolyai din Târgu Mureș în care au funcționat sediile Scaunului Mureș și Comitatului Mureș-Turda, iar azi adăpostește un centru de creație artistică. În Repertoriul Arheologic Național, monumentul apare cu codul 114328.20.

## Istoric

Stema Scaunului

Orașul Târgu Mureș, ca reședință a fostului Scaun Mureș, încă din secolul al XVII-lea a avut un sediu scaunal, fără a cunoaște locul unde acesta funcționa, dar istoricii presupun că tot în incinta cetății, unde se afla și Casa Consiliului. Cert este faptul că la adunarea generală, din data de 19 ianuarie 1642, s-a pomenit de starea deplorabilă a sediului scaunal, necesitând de urgență repararea sa.
Edificarea actualei clădiri începuseră în anul 1744, pe un teren din piața Bolyai aflat în patrimoniul Scaunului Mureș, de unde și denumirea de „Casa Scaunului” sau „Casa Pretorului”. La 3 iunie 1744, se pune piatra de temelie pentru extinderea clădirii spre nord-vest, lucrările fiind finalizate în anul 1746. În unele scrieri este menționat anul 1745. Lucrările de construire au fost supravegheate de Mihály Dózsa, judele scaunal. Beneficiind de materiale de construcție, provenite în bună parte de la fosta mănăstire a paulinilor din satul Sâncraiu de Mureș, partea principală a clădirii a fost terminată în anul 1746. La 13 aprilie 1746 a avut loc prima adunare generală scaunală.

## Inscripții
Pe peretele din dreapta al intrării s-a montat o placă de marmură cu următoarea inscripție:
„Orbis Amor Divi Caroli plucherrima proles,

Augustos Augusta Maria Theresia fasces

Dum regeret votis felicibus, hoc Prytaneum

Sedis in aeternos Marusinae condidit usus,

Supremi Stephanus Berzentzei cinctus honore,

Judicis antiquo suprar similisque Lycurgo.

Cuius in officio Michael connomine Dosa,

Sic et Alexander Genitus de stirpe Szilagyi

Per VigILI CVra partesqVe VLCesqVe repLebant

Praepolto nVnc. arChIVIs MICHaeLe SZILagI.”